# Distretto di Kruja
Il distretto di Kruja (in albanese: Rrethi i Krujës) era uno dei 36 distretti amministrativi dell'Albania.
La riforma amministrativa del 2015 ha ricompreso il territorio dell'ex distretto nel comune di Kruja, accorpando a questo 5 comuni.

## Geografia antropica

### Suddivisioni amministrative
Il distretto comprendeva 2 comuni urbani e 4 comuni rurali.

#### Comuni urbani
- Kruja (o Croia)
- Fushë Krujë

#### Comuni rurali
- Bubq
- Cudhi
- Kodër Thumanë (Thumane)
- Nikël